# Vincent Carlier (Politiker)
Vincent Carlier (* 29. April 1859 in Paris; † 22. Mai 1917 in Nanterre) war ein französischer Politiker. Von 1906 bis 1910 war er Abgeordneter der Nationalversammlung.
Der in Paris geborene Carlier zog sehr früh nach Marseille, wo er als Journalist für sozialistische Zeitungen tätig war. 1906 bewarb er sich selbst um einen Sitz in der Nationalversammlung und konnte im fünften Wahlkreis der Stadt ein Mandat erringen. Im Parlament schloss er sich der SFIO-Fraktion an. 1910 trat er zur Wiederwahl an, musste sich jedoch Auguste Bouge geschlagen geben. Bis zu seinem Tod 1917 hatte er kein weiteres Mandat inne.